# 155P/Shoemaker
155P/Shoemaker, anciennement nommée Shoemaker 3, est une comète périodique du système solaire, découverte le 18 décembre 1985 par Carolyn S. Shoemaker et Eugene M. Shoemaker.
Le 17 octobre 2019 est annoncé un possible sursaut d'activité de la comète.